# Pamela Sneed
Pamela Sneed est une poétesse, artiste de performance,, actrice, militante LGBTQ et enseignante américaine.

## Biographie

### Enfance et éducation
Sneed obtient une Bachelor of Arts du Lang College (en) de The New School et un master en arts et performances sur nouveaux médias en 2008 à l'université de Long Island .

### Carrière

#### Performance
Sneed s'implique dans Dyke TV (en), un programme de télévision lesbienne populaire, dès sa création en 1993. De 1993 à 1996, elle y présente le segment artistique.
Elle organise des spectacles et des lectures publiques à Center Stage au Studio Museum de Harlem, PS 122, Lincoln Center Ex-Teresa à Mexico, l'Institute of Contemporary Arts à Londres, le Center for Contemporary Arts à Glasgow, The Green Room à Manchester et à la Literatur Werkstat à Berlin. Elle est la tête d'affiche du festival New Work Now au Public Theatre en 2005. En 2018, elle présente le 30e prix Lambda Literary.

#### Carrière universitaire
Sneed enseigne la voix, la performance et l'écriture autobiographique à l'université de Long Island. De 2012 à 2014, elle enseigne l'écriture pour la performance solo et la performance solo au Sarah Lawrence College,. Elle est invitée en 2017 à Yale et à l'université Columbia, et est professeure adjointe à cette dernière. En 2020, Sneed tient des conférences en ligne dans le cadre de la maîtrise en beaux-arts de l'Art Institute of Chicago.
Sneed accompagne d'autres artistes, notamment le poète Tommy Pico (en) dans le cadre du programme Queer/Art/Mentors fondé par le cinéaste Ira Sachs. Dans les années suivantes, elle accompane aussi Heather Lynn Johnson et Erica Cardwell.

#### Funeral Diva(2020)
Les mémoires de Sneed, Funeral Diva, un livre de poésie et de prose, sont publiés par City Lights Publishers en 2020. Le livre documente le fait de grandir au milieu de la crise du sida et se concentre spécifiquement sur les expériences des femmes queer noires,.
Le livre remporte le 32e prix Lambda Literary dans la catégorie poésie lesbienne.

## Publications

### Mémoire
- Funeral Diva (City Lights Publishers, 2020)[16]

### Poésie
- Imagine Being More Afraid of Freedom Than Slavery (Henry Holt, 1998)
- "Kong", dans l'anthologie The Best Monologues from Best American Short Plays, éditée par William W. Demastes (Applause, 2006; 2013)[17]
- KONG And Other Works (Vintage Entity Press, 2009)
- "Parable of the Sower", dans l'anthologie The 100 Best African American Poems, éditée par Nikki Giovanni (Sourcebooks, 2010)[18]
- Lincoln (2014)[19]
- "Survivor 2014", dans l'anthologie Nepantla: An Anthology of Queer Poets of Color, éditée par Christopher Solo (Nightboat Books, 2018)[20],[21]
- "Born Frees" sur Poets.org (2019)[22]
- "Never Again" sur Poets.org (2020)[22]
- "I Can't Breathe" sur Poets.org (2020)[22]